# Bistum Sokodé
Das Bistum Sokodé (lateinisch Dioecesis Sokodensis) ist ein Bistum der Römisch-katholischen Kirche in Togo, Bischofssitz ist die Kathedrale in Sokodé.

## Geschichte
Das Bistum Sokodé wurde am 18. Mai 1937 als Apostolische Präfektur vom damaligen Apostolischen Vikariat Togo abgetrennt. Am 14. September 1955 wurde die Apostolische Präfektur zum Bistum erhoben. Die Bistümer Dapaong (1960 als Apostolische Präfektur Dapango) und Kara (1994) wurden aus dem Bistum Sokodé herausgelöst.

## Ordinarien

### Apostolische Präfekten von Sokodé
- Joseph-Paul Strebler SMA, 24. Juli 1937 – 8. November 1945
- Jérôme-Théodore Lingenheim SMA, 7. Juni 1946 – 14. September 1955

### Bischöfe von Sokodé
- Jérôme-Théodore Lingenheim SMA, 14. September 1955 – 18. November 1964
- Chrétien Matawo Bakpessi, 9. August 1965 – 27. April 1992
- Ambroise Kotamba Djoliba,  5. April 1993 – 3. Januar 2016[1]
- Célestin-Marie Gaoua, seit 3. Januar 2016[1]